# Пого
Погото е агресивна форма на танц, при която хора от публиката скачат, блъскат се и се бутат едни в други.
Свързва се най-често с метъл, пънк музиката и алтернативния рок, но далеч не се среща само при тях. Думата най-вероятно е дошла в българския език от името на танца Pogo, свързван с пънк музиката, при който основно се скача и танцува на едно място по време на концерт. Но смисълът ѝ не се е запазил при пренасянето или се е изменил с времето.
Друго значение: устройство за подскачане, популярно в някои страни. Има го в много филми и някои компютърни игри, използва се за забавление и висок скок.